# Club Voleibol Cide
El Voley Ciutat CIDE (Club Voleibol CIDE) es un club deportivo en Palma de Mallorca, España, creado a mediados de la década de 1970, cuando un grupo de profesores se reúnen para abrir un nuevo colegio en Palma de Mallorca (Baleares) España, el Colegio CIDE. Todo a partir de los ya antiguos intereses de la comunidad en un espacio de encuentro entre los alumnos y profesores del centro.
Durante muchos años el club participó en competiciones de ámbito territorial, pero en 1999, aprovechando la necesidad de formalizar su situación legal con la nueva ley del deporte balear, el club se refunda nuevamente, teniendo como primer presidente al señor Juan Perelló. De aquel acto fundacional nace la entidad actual.
En el presente cuenta con equipos en todas las categorías: infantil, cadete, juvenil y absoluto, con una sección femenina potenciada al máximo que, como exponente más significativo, tiene al Voley Ciutat Cide, equipo que milita en Superliga 2, la segunda en importancia a nivel español.